# Haravesnes
Haravesnes é uma comuna francesa na região administrativa de Altos da França, no departamento de Pas-de-Calais. Estende-se por uma área de 2,4 km². Em 2010 a comuna tinha 51 habitantes (densidade: 21,3 hab./km²).